# Königstein/Sächsische Schweiz
Königstein/Sächsische Schweiz (górnołuż. Kralowc/Sakska Šwica) – miasto w Niemczech, w kraju związkowym Saksonia, w okręgu administracyjnym Drezno, w powiecie Sächsische Schweiz-Osterzgebirge. Siedziba wspólnoty administracyjnej Königstein/Sächs. Schweiz.

## Współpraca
Miejscowości partnerskie:
- Königstein, Bawaria
- Königstein im Taunus, Hesja
- Trmice, Czechy